# Färöarnas administrativa indelning

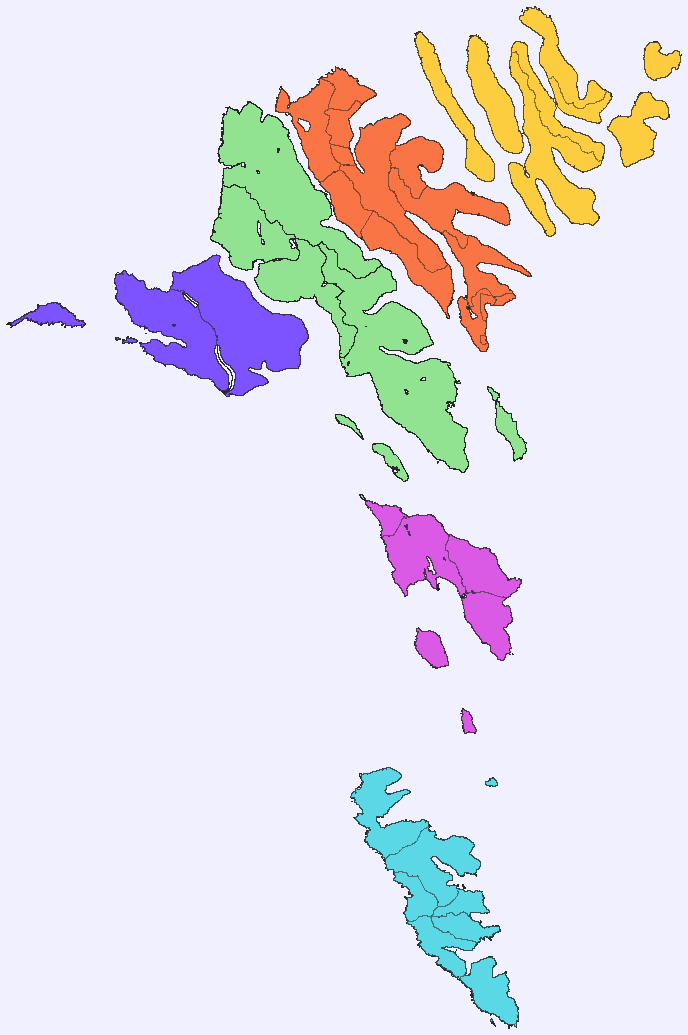
Färöarnas regioner

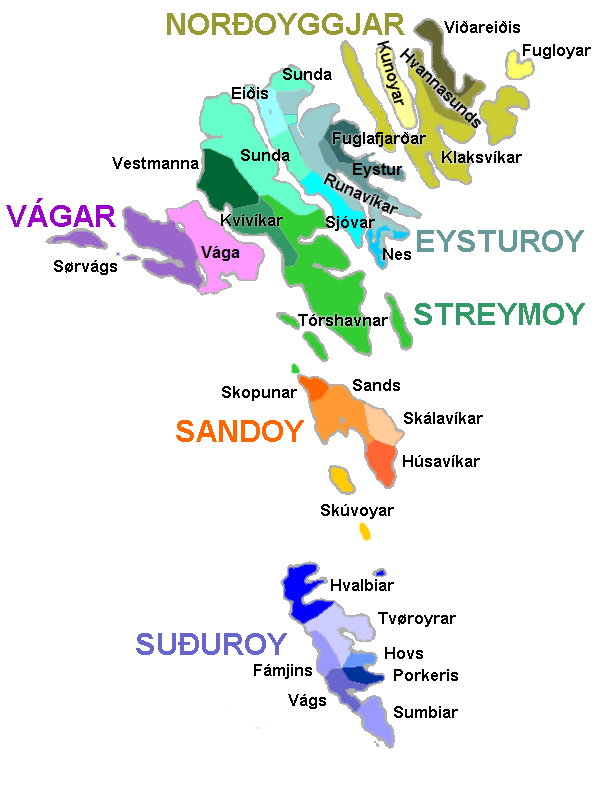
Färöarnas kommuner

Färöarna administrativa indelning baseras på 3 nivåer – regioner, kommuner och valkretsar.

## Regioner
Huvudartikel: Färöarnas regioner
Färöarna är indelade i 6 regioner (sýsla, plural sýslur)
Denna indelning går tillbaka på och är till stor del identisk med äldre historiska indelningar.

## Kommuner
Huvudartikel: Färöarnas kommuner
Färöarna är indelade i 29 kommuner (kommuna, plural kommunur). Antalet kommuner har skiftat genom åren. Nuvarande antal infördes 2017.

## Valkretsar
Huvudartikel: Färöarnas valkretsar
Färöarna är dessutom indelade i 7 valkretsar vilka geografiskt sammanfaller med regionerna. Åren 1957-2004 var dock ön Suðuroy delad i 2 valkretsar (Suðuroyar Norðra (norra) och Suðuroyar Søndre (södra).